# Custozzai csata (1848)
Ez a szócikk az 1848-as ütközetről szól. Az 1866-os (második) custozzai csatát lásd itt.
Az 1848. július 23.–25-én lezajlott (első) custozzai csata az 1848–49-es szárd–osztrák háború (olasz történészek szokásos szóhasználatában az „első olasz függetlenségi háború”) egyik fontos ütközete volt, amelynek során Radetzky császári tábornagy Déli Hadserege (Südarmee) a kis lombardiai Custoza (németül) Custozza, ejtsd [ku'stɔtsa]) falunál vereséget mért a Lombard–Velencei Királyság elfoglalására törő Károly Albert szárd–piemonti király hadseregére és a vele szövetséges olasz nemzeti felkelőkre.
(18 évvel később, 1866. június 24-én ugyanitt folyt le a második custozzai csata, a porosz–osztrák–olasz háború észak-itáliai frontjának legnagyobb ütközete, amelynek során Ausztria Déli Hadserege, Albert (Albrecht) főherceg parancsnoksága alatt fontos győzelmet aratott a Veneto és Dél-Tirol megszerzésére törekvő Olasz Királyság hadserege fölött).

## Előzmények
1848. március 15-én (a magyar forradalommal egyazon napon) Károly Albert szárd–piemonti király, aki saját koronája alatt kívánta egyesíteni Itáliát, hadat üzent a tervei útjában álló Osztrák Császárságnak. Hadat indított az észak-itáliai osztrák csatlós fejedelemségek – elsősorban a Lombard–Velencei Királyság – meghódítására. Lombardia fővárosában, Milánóban kirobbant az „ötnapos felkelés” (1848. március 18–22). Megkezdődött az „első itáliai függetlenségi háború”. A tömegmozgalom túlerőbe kerülése miatt az osztrák helyőrség elhagyta Milánót, és visszahúzódott a jól védhető veronai Erődnégyszögbe, hogy kivárja az Ausztriából várt erősítést érkezését.
A gyenge szárd–piemonti királyi haderő 2 hadtestből és egy tartalék hadosztályból állt, összlétszáma 20 000 fő volt, jól kiképzett tüzérséggel és lovassággal. Március 21-én – fellázadt alattvalóinak követelésére – Toszkána nagyhercege, a Habsburg-házból való Lipót főherceg is belépett a Habsburg Birodalom elleni háborúba, és 6700 katonát küldött Károly Albert seregébe. A pápai állam is ugyanekkora csapatkontingest küldött. A szárd II. hadtest előőrse március 25-én behatolt Milánóba, két napra rá a szárd–piemontiak bevették Páviát. Az itáliai osztrák fejedelemségekből (sőt egész Itáliából) érkező önkéntes felkelők sokasága csatlakozott hozzá. Károly Albert magához ragadta a kezdeményezést, és eleinte győzelmeket aratott. Megverte az osztrákokat Pastrengónál (április 30-án), Goitónál (május 30-án), Rivolinál (június 10-én), csapatai elfoglalták Pizzighettonét, ostrom alá vették Peschiera erődjét. A kezdeti sikerek után azonban Károly Albert elveszítette mind a pápa, mind a többi itáliai uralkodó támogatását, és csak a lombardiai felkelő csapatokra támaszkodhatott.
Az itáliai császári-királyi haderő (Südarmee) főparancsnoka a napóleoni háborúk veteránja, a 82 esztendős Radetzky tábornagy volt, akitől a bécsi kormányzat éveken át elvonta a hadsereg fenntartásához és fejlesztéséhez szükséges anyagi eszközöket, de aki ennek ellenére nagy erőfeszítésekkel mégis biztosította katonái gyakorlatoztatását. A bécsi és pesti forradalmak, és terjedő itáliai felkelések  okozta kockázatos helyzetben a császári Haditanács óvatosságra intette Radetzkyt, aki az utasítás ellenére harcba szállt a támadókkal, és bizonyította kiemelkedő katonai tehetségét.
Radetzky csapatai a kezdeti kudarcok (a goitói hídcsata, pastrengói csata) után lassan felülkerekedtek a lelkes, de katonailag képzetlen forradalmárok (Giuseppe Mazzini és mások) által (nagyon rosszul) vezetett felkelő csapatokon. Radetzky több harctéri győzelmet aratott Itáliában a piemontiak fölött is, 1848. május 6-án Santa Luciánál, (ma Verona része) közelében, május 29-én Curtatonénál és Montanaránál. Az itteni késlekedés miatt május 30-án a goitói csatában vereséget szenvedett, nem tudta elvágni a piemontiakat a Mincio folyótól, és nem tudta felmenteni az ostromlott Peschierát sem, amelyet védői 6 heti kitartó védelem után ugyanezen a napon fel is adtak. Június 10-én Radetzky bevette a vicenzai erődöt, június 11-én elfoglalta Trevisót és Schiót. Július közepén Károly Albert király seregének egy részével Mantova bevételére indult, Governolónál kisebb győzelmet aratott. A hadmozdulat miatt azonban haderejét túlságosan hosszú arcvonalon húzta szét, és stratégiailag kedvezőtlen helyzetbe manőverezte magát. A tapasztalt Radetzky felismerte a kínálkozó alkalmat, és a szárd–piemontiak ellen vonult. Az ellenséges erők július 22-én a Garda-tótól délre, Verona térségében, Custoza (Custozza) község közelében találkoztak.

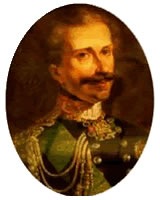
Károly Albert király
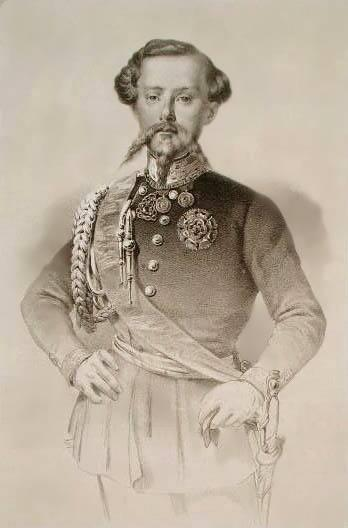
Viktor Emánuel herceg
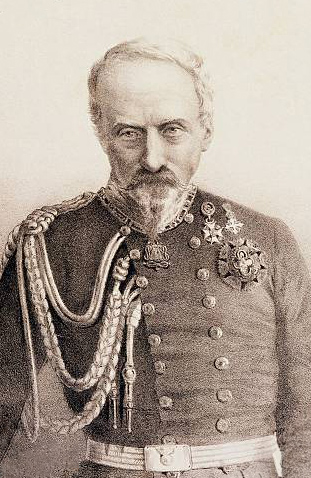
De Sonnaz tábornok
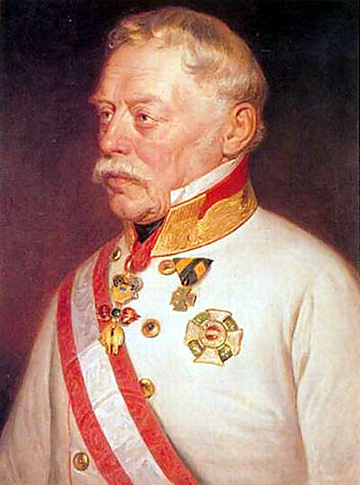
Radetzky tábornagy

## A csata lefolyása
A custozzai csata voltaképpen július 22-én Rivolinál kezdődött. Az osztrákok támadást intéztek Károly Albert balszárnya ellen, de visszaverték őket. A hadmozdulatok alapján azonban Radetzky megállapíthatta az ellenséges hadállás gyenge pontjait. A szárd–piemonti csapatok 70 km széles terepvonalat foglaltak el, két nagy csoportosításban. Ez sebezhetővé tette a centrumot, és gyengítette a két seregrész erejét. Radetzky ezért másnap, július 23-án a középen álló erők ellen intézett támadást, Sona és Custoza (ma: Sommacampagna) községek között. Az olasz csapatok heves ellenállást tanúsítottak, súlyos veszteségeket okozva a támadó császáriak soraiban. A véres harc egész nap folyt, de délutánra Hector (Ettore) de Sonnaz savoyai tábornok (1787–1867), aki 50 évvel korábban I. Napóleon császár seregének ifjú tisztjeként harcolt a napóleoni háborúkban, elrendelte a visszavonulást.
A szárd–piemonti hadsereg helyzete ekkor még nem rendült meg. Veszteségeik az osztrákokénak felét sem tették ki. Paradox módon, Sonnaz tábornok utasítása, a védőállásba vonulás megszilárdította a piemonti hadállás gyengeségét, bár ebből a helyzetből ellentámadást sem indíthattak. Károly Albert vezérkara ekkor határozatlannak mutatkozott: a kedvezőtlen helyzetből másnap, 24-én mégis megkísérelte az ellentámadást, de azt szinte azonnal meg is kellett szakítani, részben az ellátmány hiánya, részben a hőség miatt. Radetzky ekkor magához ragadta a kezdeményezést. Az osztrákok Salionze községnél (ma Valeggio sul Mincio része) megtámadták Sonnaz tábornok csapatait, miközben azok Monzambano felé előrenyomultak. A támadás szétszórta Sonnaz csapatait, a tábornok elrendelte a visszavonulást, csapataival megindult Valeggio felé. Útközben azonban, látva katonáinak kimerültségét, kételkedni kezdett a vállalkozás sikerében, és visszahúzódott Voltába, onnan Goitóba. Volta községet az üldöző osztrákok vették birtokba.
Másnap, július 25-én reggel a Valeggiót megszállva tartó piemonti seregrész indította az első támadást. A sikeres manőverhez azonban hiányoztak Sonnaz tábornok csapatai. Az olaszok támadása kifulladt, az osztrákok ellentámadásba mentek át, elkeseredett küzdelem bontakozott ki, amelyben az olaszok visszaszorultak. A véres tusa során kitüntette magát Károly Albert mindkét fia, Viktor Emánuel trónörökös és Ferdinánd, Genova hercege. Viktor Emánuel katonái hatalmas ellenséges túlerő ellen megvédelmezték életfontosságú hadállásukat, Ferdinánd csapata három megújuló osztrák támadást vert vissza, végül visszavonult, nehogy fogságba ejtsék.
Bár a csata már július 25-én estére az olaszok számára elveszettnek látszott, a harcok még két napon át folytak. Eusebio Bava tábornok azt tervezte, új védelmi vonalat épít ki, ehhez vissza kellett foglalnia Volta községet, amelyet Sonnaz tábornok előző este feladott. Július 26-án este a piemontiak támadásra indultak és bevették a községet, de július 27-én reggel az osztrákok ellentámadást intéztek ellenük, és döntő vereséget mértek rájuk.
Károly Albertet csak a gyors menekülés mentette meg a fogságba eséstől. Ő maga folytatni akarta a harcot, de vezérkarának tagjaitól ellentmondó tanácsokat kapott. Bava tábornok úgy ítélte, Lombardiát már nem tudják megtartani, a csapatokat a Ticino folyóig kell visszavonni, hogy megvédhessék a Szárd–Piemonti Királyság határait. A király végül úgy döntött, csapatait csak az Adda folyóig és Milánóig vonja vissza. Július 28-án Bozzolóban (Lombardia és Romagna határán) kiáltványt bocsátott ki, amelyben Itália népeit a harc folytatására hívta.
Radetzky augusztus 4-én Milánó alá ért. A székvárosért kialakuló csata betetőzte Károly Albert vereségét. A győzelmes Radetzky augusztus 6-án csapataival bevonult a visszafoglalt Milánóba. Károly Albert kapitulált. Augusztus 9-én a Vigevanóban, Lombardia és Piemont határán, Carlo Canera di Salasco szárd és Heinrich von Heß osztrák tábornokok aláírták a fegyverszüneti egyezményt („Salasco-fegyverszünet”). Cesare Balbo szárd miniszterelnök a vereség hírére már július 25-én (!) lemondott.

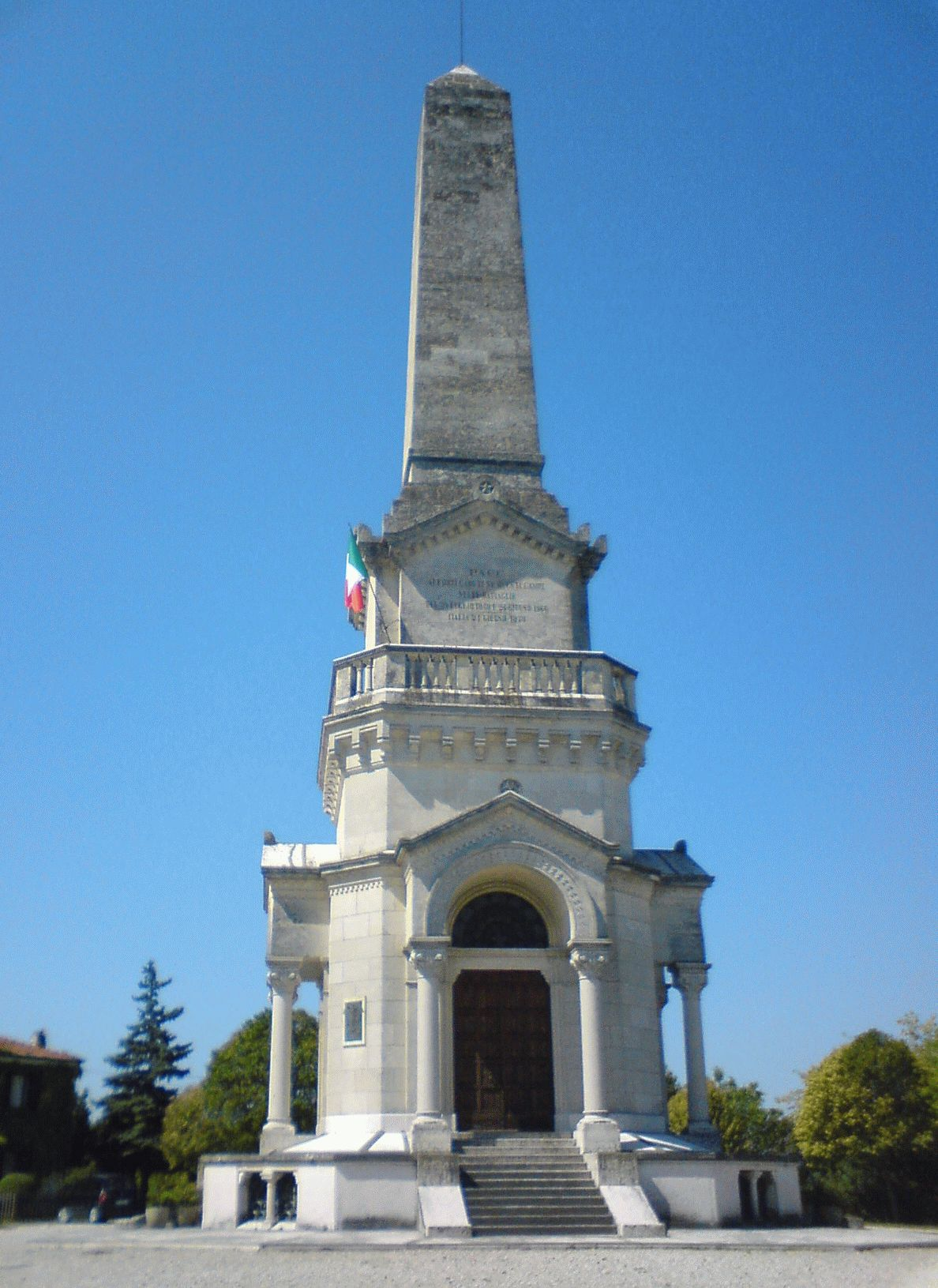
A két csata halottainak emlékoszlopa és csontháza (osszárium) Custozában.

## Következmények
Radetzky győzelmei súlyos csapást mértek Károly Albert király expanziós terveire és a risorgimento ügyére. Úgy tűnt, a Lombard–Velencei Királyságot és az itáliai osztrák szekundogenitúrákat nem fenyegeti veszély. A szárd kormánnyal sebtében megkötött „Salasco-fegyverszünet” azonban csupán 7 hónapig tartott.
Károly Albert 1849 tavaszán újrakezdte a háborút, de csapatai 1849. március 23-án a novarai csatában újabb súlyos vereséget szenvedtek Radetzkytól. A király a csatavesztés napján lemondott trónjáról fia, Viktor Emánuel trónörökös javára. A fegyverszünetet másnap, március 24-én már utódja írta alá Vignaléban (ma Novara része). Károly Albert száműzetésbe ment, és még abban az évben, 1849. július 28-án egy portugáliai kolostorban elhunyt. Ausztria helyreállította észak-itáliai érdekeltségeit, és ezek 1859-ig, a szárd–francia–osztrák háborúban elszenvedett osztrák katonai vereségig fennmaradtak.

## A csata emlékezete
- A győzelem alkalmából komponálta id. Johann Strauss a Radetzky-indulót (Radetzkymarsch).
- A két custozzai győzelem (1848, 1866) emlékére kapta nevét a Császári és Királyi Haditengerészet HMS Custozza hadihajója. (épült 1870-ben).
- A csatatéren elesettek emlékműve, a custozzai osszárium.